# Nagram
Nagram è una suddivisione dell'India, classificata come nagar panchayat, di 9.218 abitanti, situata nel distretto di Lucknow, nello stato federato dell'Uttar Pradesh. In base al numero di abitanti la città rientra nella classe V (da 5.000 a 9.999 persone).

## Geografia fisica
La città è situata a 26° 37' 0 N e 81° 7' 60 E e ha un'altitudine di 117 m s.l.m..

## Società

### Evoluzione demografica
Al censimento del 2001 la popolazione di Nagram assommava a 9.218 persone, delle quali 4.743 maschi e 4.475 femmine. I bambini di età inferiore o uguale ai sei anni assommavano a 1.583, dei quali 809 maschi e 774 femmine. Infine, coloro che erano in grado di saper almeno leggere e scrivere erano 4.006, dei quali 2.526 maschi e 1.480 femmine.